# Tatort: Fangschuss
Fangschuss ist ein Fernsehfilm aus der Krimireihe Tatort. Der vom WDR produzierte Beitrag wurde am 2. April 2017 im Ersten, im ORF 2 und im SRF 1 ausgestrahlt. Das Ermittlerduo Thiel und Boerne ermittelt in Münster in seinem 31. Fall.

## Handlung
Der IT-Experte Sebastian Sandberg stürzt von seinem Balkon. Die Kommissare Thiel und Nadeshda Krusenstern ermitteln in dem mutmaßlichen Selbstmordfall und finden in der Wohnung Spuren eines Einbruches. Rechtsmediziner Prof. Boerne, der sich gerade intensiv auf seine Jägerprüfung vorbereitet, findet zunächst keinen Hinweis auf einen Mord. Wenig später wird der Enthüllungsjournalist Jens Offergeld in seinem Haus erschossen aufgefunden. Die junge Leila Wagner, die Offergeld kurz vorher aufgesucht hat und beim Eindringen des Täters in Offergelds Haus mit dessen Wagen geflohen ist, rettet sich zu Thiel, von dem sie annimmt, dass er ihr Vater ist. Ihre krebskranke Mutter hat ihr offenbart, dass sowohl Thiel als auch Offergeld als ihr Vater in Frage kämen. Thiel nimmt Leila vorübergehend bei sich auf, lässt aber Boernes Assistentin Haller Leilas DNA mit seiner eigenen vergleichen. Dabei stellt sich heraus, dass nicht Thiel, sondern Jens Offergeld der Vater von Leila ist.
Als Leila aus Offergelds Haus geflohen ist, hatte sie seinen Autoschlüssel bei sich, an dem ein kleiner Plastikpinguin hing. Leila erhält Drohanrufe und soll den Schlüssel mit dem Pinguin übergeben. Zugleich erpresst sie jedoch die unbekannten Anrufer und fordert einen sechsstelligen Betrag. Thiel findet heraus, dass Sandberg Offergeld bei seinen Recherchen unterstützt hatte.
Leila entdeckt, dass sich in dem Pinguin ein USB-Stick befindet. Sie öffnet die Dateien, die das Kosmetikunternehmen von Dr. Freya Freytag, die zugleich Boernes Jagdprüferin ist, belasten. Als Leila versucht, Boerne über ihre Entdeckung zu unterrichten, geht ausgerechnet Freytag an Boernes Mobiltelefon. Sie lässt Leila daraufhin aus Thiels Wohnung entführen und will sie im Wald während einer nächtlichen Jagd töten. Das Vorhaben schlägt fehl, weil Thiel und Krusenstern in letzter Sekunde eingreifen und Freytag festnehmen können. Diese hatte auch einen Auftragskiller auf Sandberg und Offergeld angesetzt.

## Hintergrund
Der Film wurde vom 2. November 2016 bis zum 2. Dezember 2016 unter dem Arbeitstitel Klappe zu Affe tot in Münster, Köln und Umgebung gedreht.
Claus Dieter Clausnitzer, der im Münster-Tatort Frank Thiels Vater Herbert spielt, tritt in dieser Episode nicht auf. Das Drehbuch erklärt seine Abwesenheit mit einem Aufenthalt in Goa.

## Rezeption

### Kritiken
„Die Handlung strauchelt, und dass die Streichemacher von 'Verstehen Sie Spaß?' auch noch Guido Cantz als lustige Leiche eingeschmuggelt haben, war der Konzentration am Set sicherlich auch nicht dienlich. Aber die Dialoge sind von angeheiterter Eleganz.“

Der Filmdienst urteilte: „Blutleerer (Fernsehserien-)Krimi, der die unspektakuläre Handlung mit dem üblichen zwischenmenschlichen Geplänkel des Münsteraner ‚Tatort‘-Duos nur leidlich streckt.“

### Einschaltquote
Die Erstausstrahlung von Fangschuss am 2. April 2017 wurde in Deutschland von 14,56 Millionen Zuschauern gesehen und erreichte einen Marktanteil von 39,6 % für Das Erste. Damit stellte er neue Bestwerte nicht nur innerhalb des Münsteraner Tatorts auf. Mehr Zuschauer hatte der Tatort zuletzt 1992 mit Stoevers Fall, als 15,86 Millionen Menschen einschalteten. In der Schweiz wurde der Tatort auf SRF 1 von 436.000 Zuschauern geschaut und erreichte einen Marktanteil von 21,1 %.